# Carlos Kater
Carlos Kater (Brasil, 1948) é um educador, musicólogo e compositor brasileiro. Autor de inúmeros textos publicados e de nove livros, entre eles "Eunice Katunda: musicista brasileira", "Música Viva e H.J.Koellreutter: movimentos em direção à modernidade" e “Musicalização através da Canção Popular Brasileira”. É considerado um dos mais qualificados estudiosos sobre o movimento Musica Viva e Hans-Joachim Koellreutter, com vários artigos em periódicos nacionais e estrangeiros.

## Biografia
Estudou composição na ECA/USP - Escola de Comunicações e Artes da Universidade de São Paulo e foi aluno de Willy Corrêa de Oliveira, Olivier Toni e Gilberto Mendes. Fez Doutorado em Música pela Universidade de Paris IV – Sorbonne, de 1977 a 1981 e Pós-Doutorado pela mesma instituição de 1986 a 1988.
Iniciou sua carreira acadêmica como Professor-Adjunto no Instituto de Artes da UNESP (1981 a 1988) e após como Professor-Titular da Escola de Música da Universidade Federal de Minas Gerais (mediante concurso público nacional). Na UFMG dirigiu o "Centro de Pesquisas em Música Contemporânea", coordenou a Pós-Graduação e criou o "NAPq - Núcleo de Apoio à Pesquisa", que coordenou por mais de uma década. Criou e editou, durante cerca de 12 anos, três importantes revistas acadêmicas do Brasil: "Cadernos de Estudo: Análise Musical", "Cadernos de Estudo: Educação Musical" (ambas pela Atravez, SP) e “Música Hoje” (UFMG, BH).
Foi consultor da Secretaria Estadual de Educação de Minas Gerais (1996/1997) e um dos criadores e coordenadores do projeto “Música na Escola” com Rosa Lucia Mares Guia, Matheus Braga, Betânia Parizzi, Maria Amália Martins e José Adolfo Moura. Este projeto foi o primeiro do gênero realizado de maneira sistemática no Brasil, quando cerca de 4.000 professores da rede pública receberam formação específica para implantação do processo nas salas de aula em cidades do estado de Minas Gerais.
Na Universidade Federal de São Carlos (UFSCar), atuou como Professor Visitante, participando da equipe de concepção e implantação do Curso de Música / Licenciatura em Educação Musical. Foi também um dos fundadores da ABEM – Associação Brasileira de Educação Musical, onde atuou como Vice-Presidente, Diretor da Região Sudeste e membro da Equipe Editorial da Revista.
Seu trabalho de criação musical inclui composições apresentadas em festivais e encontros de música no Brasil e no exterior, assim como arranjos sobre temas brasileiros e concepção de jogos sonoro-musicais.
O projeto “A Música da Gente”, iniciado em 2013, foi concebido por Kater com o intuito promover a composição coletiva com crianças, que o coordena até hoje. Com patrocínio da Scania Latin America, foi realizado neste primeiro ano na EMEB Arlindo Miguel Teixeira, em São Bernardo do Campo/SP, junto a cerca de 320 alunos, de 9 a 10 anos. Com o envolvimento da comunidade local, dos órgãos municipais e da patrocinadora Scania, foi implantado novamente em 2015 no CEU Celso Augusto Daniel, também em S.Bernardo do Campo, junto a outras 360 alunos de 8 a 11 anos, e contou, em sua fase final, com a participação de músicos convidados (Gabriel Levi, Claudia Freixedas, Leandro de Cesar, Max Barulho e o Duo Camila Fuchs, de Londres). Ao longo de 2018, a terceira edição se desenvolveu na EMEB Regina Rocco, Casa II, junto a 440 crianças (7 a 12 anos), com apoio da Secretaria de Educação e do Fundo Social de Solidariedade da Prefeitura de São Bernardo do Campo. Com essas edições, o projeto produziu um CD e um DVD contendo parte das composições inéditas, criadas pelos alunos e alunas participantes. No entanto, ao lado desses produtos, o aporte diferencial dessa proposta consiste em integrar no processo formador modalidades de ampliação do protagonismo e da autonomia, bem como de abordagens promotoras de autoconhecimento e desenvolvimento pessoal dos participantes.
Em março de 2023 tomou posse na Academia Brasileira de Música, ocupando a Cadeira n. 16.

## Livros publicados
- Música Viva e H.J.Koellreutter: movimentos em direção à modernidade. São Paulo: Musa & Atravez, 2001.
- Catálogo de Obras de H.J.Koellreutter. BH: FAPEMIG/FEA, 1997.
- Eunice Katunda, musicista brasileira. São Paulo: Annablume/FAPESP, 2001.
- Musicalização através da Canção Popular Brasileira. (Junto com Paulo Lobão).  São Paulo: Atravez, 2001. (Vol.I)
- Erumavezumapessoaqueouviamuitobem. SP: Ed.Musa, 2011. (livro, CD e Livro de Apoio para o professor).
- Musicantes e o Boi brasileiro, uma história com (a) música. SP: Ed.Musa, 2013. (livro e CD)